# World Doubles Championships 1976
Il World Doubles Championships 1976 è stato un torneo di tennis femminile che si è giocato a Tokyo in Giappone dal 19 al 26 aprile su campi in sintetico indoor. È stata la 2ª edizione del torneo.

## Campionesse

### Doppio
Billie Jean King /  Betty Stöve hanno battuto in finale  Mona Guerrant /  Ann Kiyomura con il punteggio di 6–3, 6–2